# آزاد ویس سفلی
آزاد ویس سفلی، روستایی از توابع بخش کرانی شهرستان بیجار در استان کردستان ایران است.

## جمعیت
این روستا در دهستان کرانی قرار دارد و براساس سرشماری مرکز آمار ایران در سال ۱۳۸۵، جمعیت آن ۶۰ نفر (۱۵خانوار) بوده‌است.